# Missione di ritorno del campione

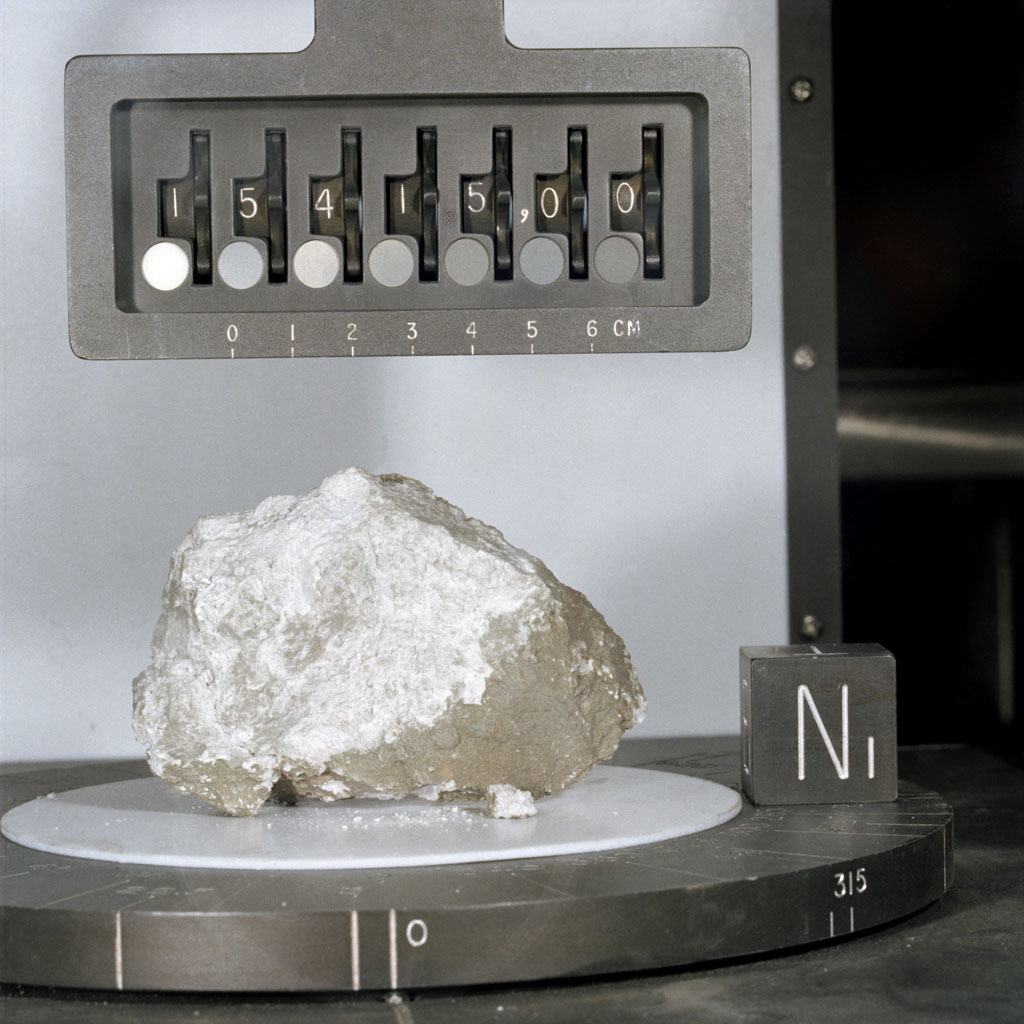
La Roccia della genesi, recuperata sulla Luna dagli astronauti dellApollo 15.

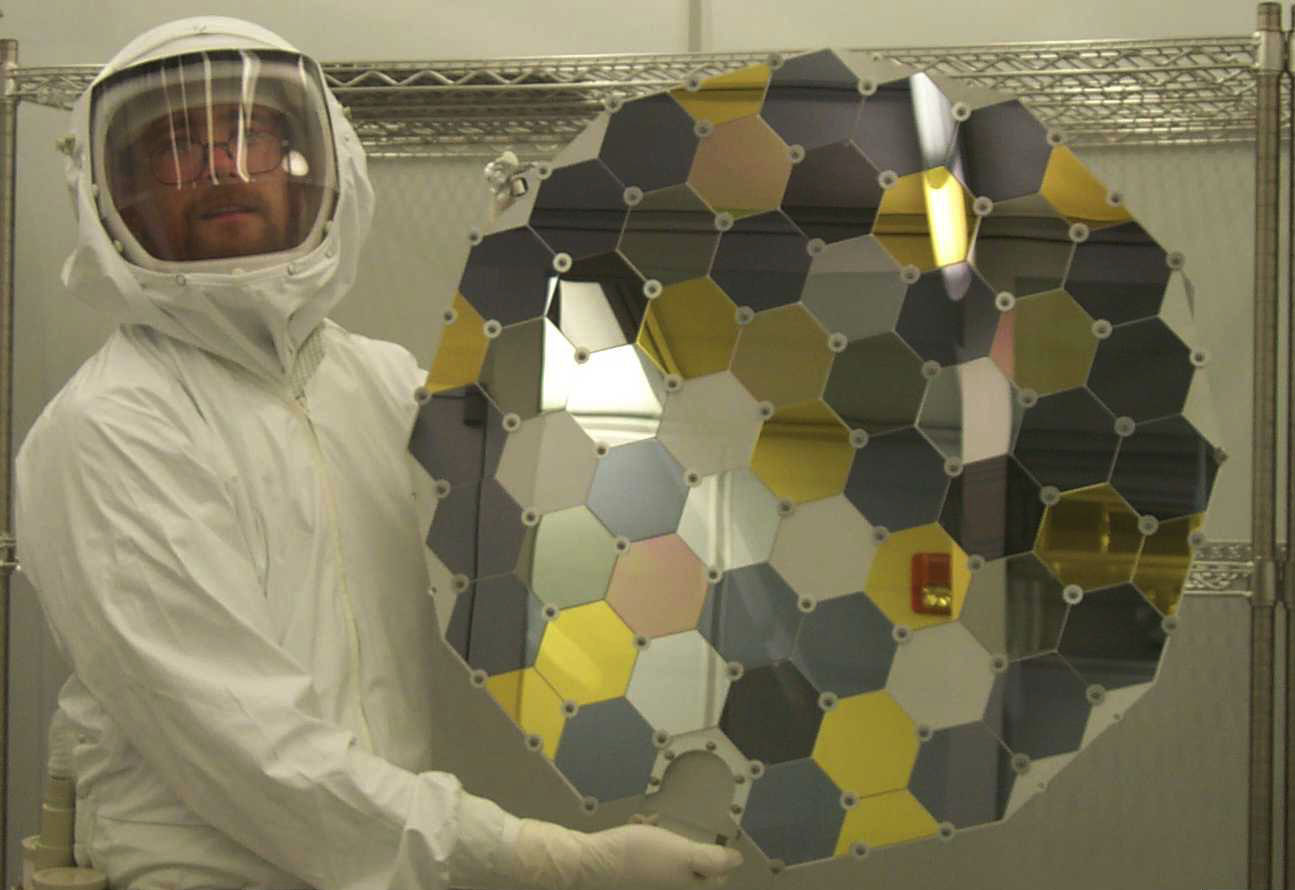
Collettore di particelle di vento solare della sonda Genesis.

Una missione di ritorno del campione (dall'inglese sample-return mission) è una missione spaziale il cui obiettivo è riportare sulla Terra, a scopo di analisi, campioni provenienti da un altro corpo celeste come un pianeta, una cometa o un asteroide, oppure campioni di particelle interplanetarie (come il vento solare) o interstellari. Questo tipo di missione può essere effettuata da una sonda robotica o come parte di una missione con equipaggio. Rispetto a uno studio condotto in loco dagli strumenti di un robot come il rover marziano Curiosity, raccogliere un campione di suolo e riportarlo sulla Terra permette di effettuare analisi con una precisione maggiore, di manipolare il campione e di modificare le condizioni man mano che la tecnologia e la conoscenza progrediscono. I campioni possono essere solo atomi o molecole, gas atmosferici, porzioni di terreno e/o rocce. Possono essere raccolti mediante diversi strumenti, tra cui: collettori di particelle, pale o trapani meccanici, o qualsiasi altro mezzo che consenta di recuperare campioni dall'ambiente in esame.
Per rispondere al rischio che il trasporto di campioni sulla Terra costituisce per la biosfera terrestre, queste missioni devono generalmente soddisfare i principi guida sulla protezione planetaria.
Al 2023, sono stati raccolti campioni di roccia lunare da missioni robotiche e con equipaggio dalla Luna; la cometa Wild 2 e gli asteroidi 25143 Itokawa e 162173 Ryugu sono stati visitati da sonde spaziali robotiche che hanno riportato campioni sulla Terra, e campioni di vento solare sono stati raccolti dalla missione robotica Genesis. I campioni dell'asteroide 101955 Bennu, raccolti dalla sonda OSIRIS-REx, dovrebbero raggiungere la Terra nel settembre del 2023.

## Contesto

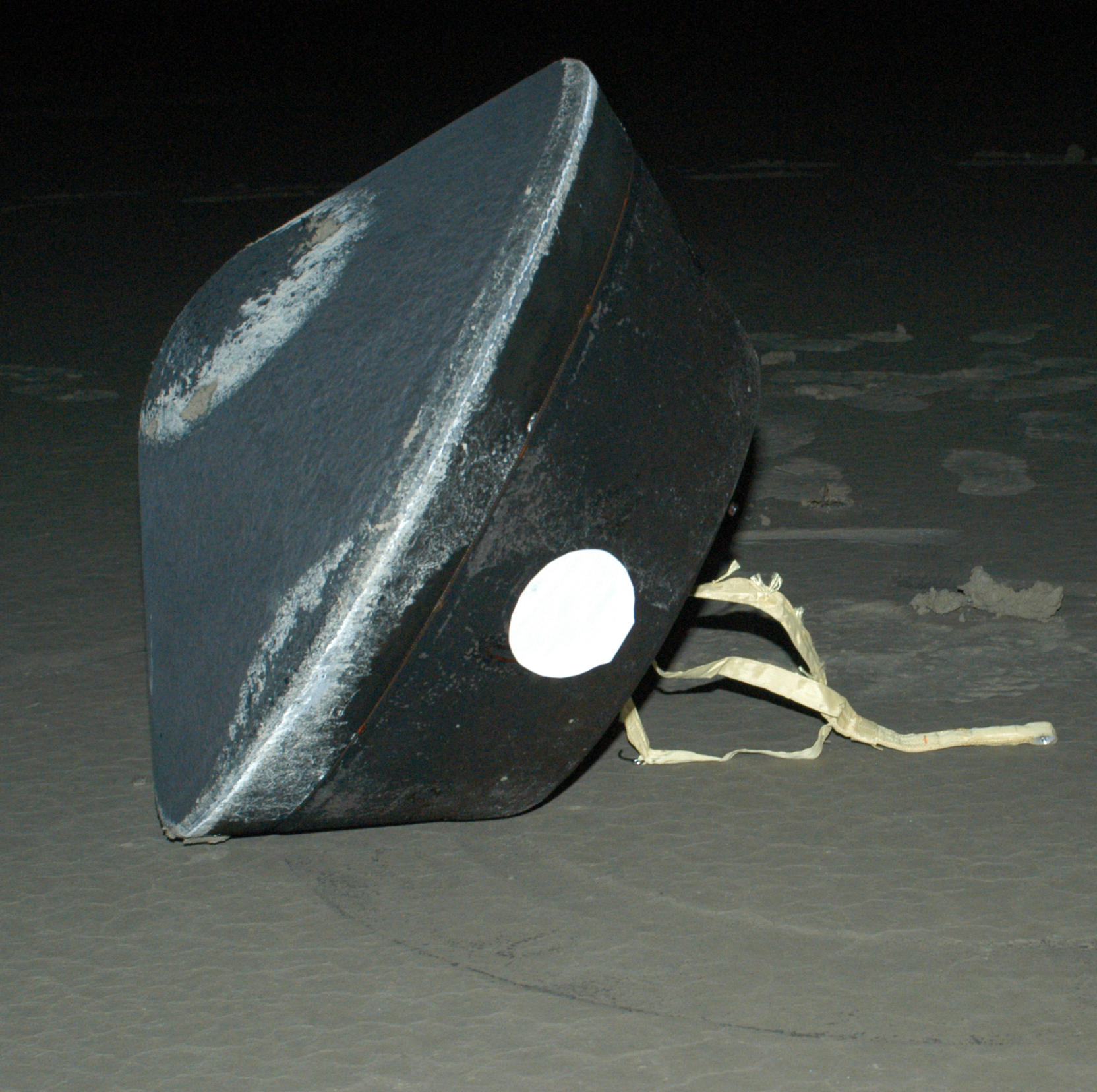
La capsula di Stardust rientrata a terra, nel 2006, con il campione di una cometa.

Lo studio del sistema solare costituisce un importante obiettivo scientifico e può fornire preziosi indizi sul processo di comparsa della vita sulla Terra e sulla futura evoluzione del nostro pianeta, ad esempio permettendo di precisare i meccanismi dell'evoluzione del clima terrestre. Inoltre questi studi potrebbero anche portare alla scoperta di nuove forme di vita, che getterebbero una luce completamente nuova nel campo dell'esobiologia.
Fino all'inizio dell'esplorazione spaziale, la conoscenza dei diversi corpi del sistema solare si basava su osservazioni effettuate utilizzando telescopi terrestri e su studi di meteoriti raccolti sulla superficie della Terra. Le informazioni ottenute erano frammentarie anche se gli inizi della spettroscopia consentirono di determinare parzialmente e grossolanamente i principali elementi chimici presenti sulla superficie di questi corpi o nelle loro atmosfere. Oggetti distanti o troppo piccoli erano fuori dalla portata dei telescopi più potenti, così come la faccia nascosta della Luna.
Le prime sonde spaziali, che sorvolarono solo la Luna, Marte e Venere, produssero in breve tempo una messe di scoperte, come l'immagine della faccia nascosta della Luna, così diversa da quella visibile dalla Terra, la sterilità della superficie di Marte o l'inferno venusiano. Il perfezionamento delle tecnologie spaziali permise di mettere in orbita intorno alla Luna, Marte e Venere le prime sonde spaziali e poi di lanciarne altre verso mete più lontane (pianeti esterni) o di più difficile accesso, come Mercurio. Queste sonde spaziali trasportavano telecamere, spettrometri che osservano in diverse lunghezze d'onda e altri strumenti che consentirono di ottenere informazioni remote sulla topografia e la struttura di questi corpi, la composizione elementare, isotopica e molecolare della loro superficie e atmosfera. Queste sonde scoprirono una grande diversità di corpi celesti: oceani sotterranei su Europa e Ganimede, chimica complessa su Titano, vulcanismo su Io, ecc. In seguito i veicoli spaziali robotici vennero perfezionati e atterrarono sulla superficie della Luna (programma Surveyor), quindi su Marte (programma Viking, Mars 3) e Venere (programma Venera), consentendo uno studio in situ della superficie di questi corpi. I lander Viking furono le prime sonde spaziali a tentare uno studio approfondito di campioni di suolo marziano per rilevare la presenza di organismi viventi, ma lo strumento utilizzato non riuscì a fornire informazioni utilizzabili. Le prime macchine a muoversi in superficie furono i Lunakhod sovietici nei primi anni 1970, seguiti dal rover Sojourner della missione Mars Pathfinder (1997), dal successo dei due Mars Exploration Rover (Spirit e Opportunity, 2004) ma soprattutto dal Mars Science Laboratory (Curiosity, 2011).

## Vantaggi

Immagine ripresa dalla fotocamera della sonda OSIRIS-REx mentre preleva un campione dall'asteroide 101955 Bennu.

Molte importanti scoperte scientifiche sono avvenute da remoto, grazie all'impiego dei telescopi, mentre solo pochi corpi del sistema solare sono stati esplorati attraverso sonde spaziali in orbita; in alcuni casi, le sonde sono anche atterrate sulla superficie con strumenti in grado di analizzare dei campioni in situ. Sebbene l'esecuzione di tali indagini risulti tecnicamente più semplice rispetto a una missione di raccolta di campioni, gli strumenti di analisi disponibili in un laboratorio terrestre sono molto più avanzati e diversi da quelli con cui può essere equipaggiata una sonda spaziale; essendo disponibili sulla Terra anche strumenti che possono distinguere il materiale extraterrestre da quello derivato da un'eventuale contaminazione di organismi terrestri.
Le limitazioni imposte dalle condizioni di lancio alle sonde spaziali (in termini di massa del carico utile e di energia disponibile) consentono di trasportare solo un numero limitato di piccoli strumenti, progettati molto tempo prima dell'inizio della missione per compiere una precisa strategia di osservazione, ma dotati di una risoluzione relativamente bassa. Disponendo di campioni sulla Terra, si possono effettuare nuove indagini sui campioni raccolti anche dopo diverso tempo, beneficiando del progresso tecnologico degli strumenti di analisi nel corso degli anni.
Ad esempio, i campioni di suolo lunare riportati nell'ambito del programma Apollo, sono stati rianalizzati in tempi più recenti con strumenti più sofisticati non esistenti all'epoca dello sbarco umano sulla Luna. Le nuove analisi hanno permesso di specificare l'età del nostro satellite, come e quando si è formata la crosta lunare, come si è formata la Luna e come e quando si è formato il legame con la Terra.

## Obiettivi

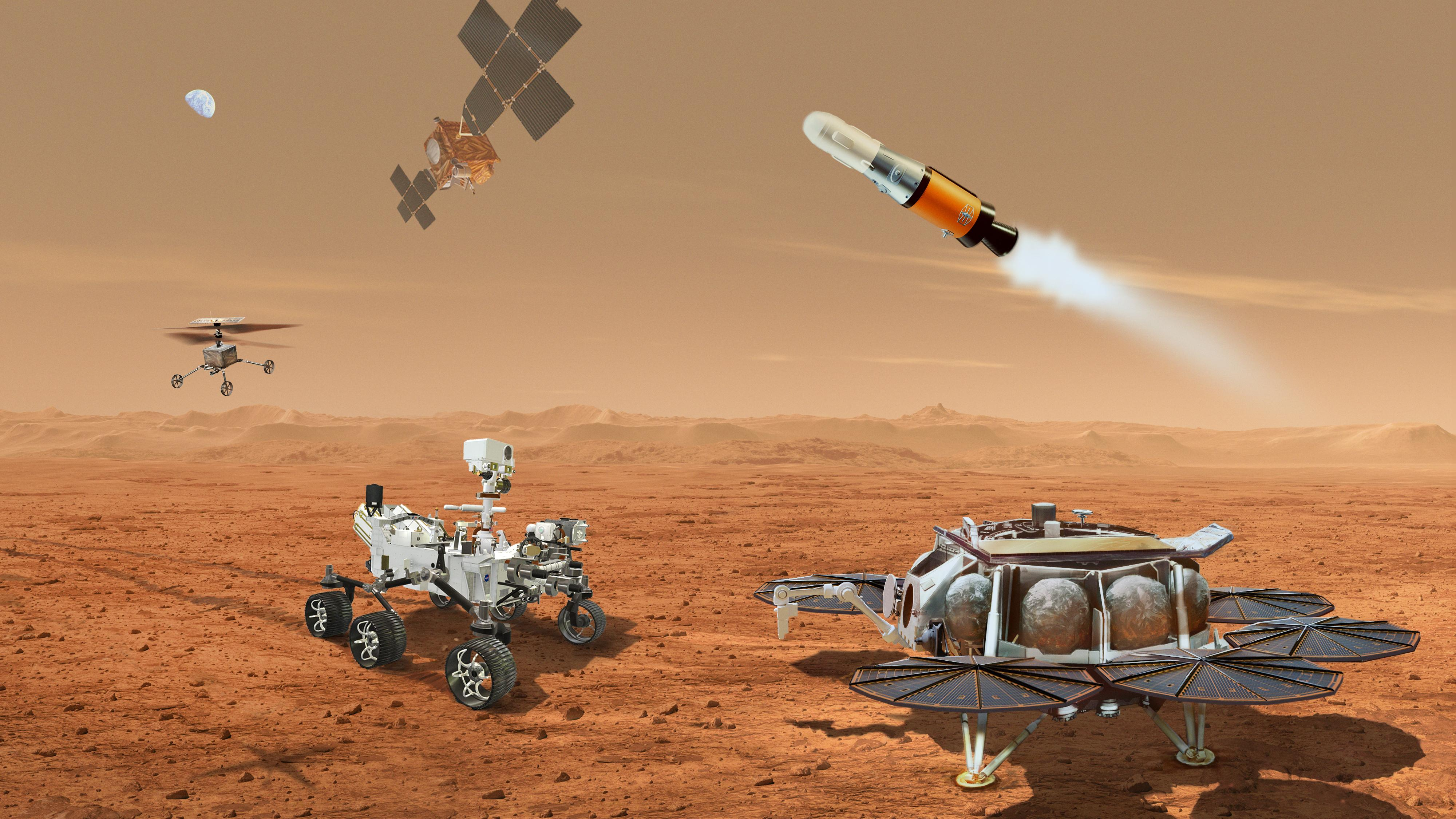
Immagine artistica della missione di ritorno campioni Mars Sample Return.

Al 2023, a parte missioni che hanno riportato a Terra campioni di suolo lunare, asteroidale o polvere interplanetaria, nessuna missione ha ancora riportato campioni di un pianeta terrestre. Le difficoltà risiedono in particolar modo nell'energia richiesta che consenta a un razzo di alzarsi dalla superficie, e poi ritornare verso la Terra. Marte, per la sua vicinanza e accessibilità alla superficie, è il primo obiettivo dal quale riportare campioni sulla Terra incontaminati (a differenza dei meteoriti di origine marziana) da analizzare nei più sofisticati laboratori terrestri per capire se sul pianeta rosso esiste o è esistita la vita. Una missione in fase di sviluppo è la Mars Sample Return, missione congiunta di NASA ed ESA, che usando il rover Perseverance ha già iniziato la raccolta dei primi campioni da rimandare a Terra nella prima metà degli anni 2030.
Nel caso di Venere le difficoltà rispetto a Marte sarebbero enormemente maggiori, per via della maggior gravità e per l'ambiente ostile. Una missione di ritorno da Venere di campioni non potrebbe essere gestita con dei rover, la raccolta dovrebbe avvenire in tempi ristretti e sarebbe casuale, poiché le condizioni estreme della superficie venusiana danneggerebbero in breve tempo gli strumenti di un lander. Sarebbe più semplice, nel caso di Venere, una raccolta di campioni dell'alta atmosfera.
Mercurio è il meno studiato ed esplorato dei pianeti terrestri, a causa della sua vicinanza al Sole ed è poco osservato dai telescopi, anche spaziali, per il rischio che la luce solare possa danneggiarne l'ottica. Nonostante l'assenza di atmosfera e la minor gravità rispetto a Venere, una missione che consenta l'atterraggio di un lander per raccogliere campioni resta comunque impegnativa per l'alta temperatura dell'emisfero diurno  e il lungo "giorno mercuriano". Dopo la fine della missione BepiColombo che studierà il pianeta in modo dettagliato, verrà valutata una missione di ritorno di campioni da Mercurio.
Il ritorno di campioni da alcune lune dei pianeti giganti sarebbe di notevole importanza per l'astrobiologia, ad esempio Europa ed Encelado hanno un oceano sotto la superficie di acqua salata da cui fuoriescono pennacchi di acqua e gas; una missione più semplice di quella di un lander sarebbe inviare una sonda che attraversa questi pennacchi raccogliendo i gas e incapsulandoli per trasportarli sulla Terra. Tuttavia le risorse richieste per missioni di questo tipo sono notevoli, in primis per la distanza dalla Terra; inoltre un campione recuperato, ad esempio da Europa, dovrebbe essere conservato per lunghi periodi di tempo a una temperatura non superiore ai 40 kelvin in contenitori totalmente ermetici, per evitare la fuoriuscita di gas.

## Lista delle missioni di ritorno dei campioni

### Missioni passate o in corso
| Data di lancio    | Missione     | Agenzia spaziale | Tipo di campione           | Modalità di prelevamento                                         | Quantità del campione           | Data di ritorno sulla Terra | Stato                                                                        |
| ----------------- | ------------ | ---------------- | -------------------------- | ---------------------------------------------------------------- | ------------------------------- | --------------------------- | ---------------------------------------------------------------------------- |
| 14 giugno 1969    | Luna 15B     | Unione Sovietica | regolite lunare            | lander munito di pala                                            |                                 |                             | Fallita (al lancio)                                                          |
| 13 luglio 1969    | Luna 15      | Unione Sovietica | regolite lunare            | lander munito di pala                                            |                                 |                             | Fallita (all'atterraggio sulla Luna)                                         |
| 16 luglio 1969    | Apollo 11    | NASA             | roccia lunare / regolite   | raccolta dall'equipaggio                                         | 21,55 kg                        | 24 luglio 1969              | Successo                                                                     |
| 23 settembre 1969 | Kosmos 300   | Unione Sovietica | regolite lunare            | lander munito di pala                                            |                                 |                             | Fallita (bloccata in orbita terrestre bassa)                                 |
| 22 ottobre 1969   | Kosmos 305   | Unione Sovietica | regolite lunare            | lander munito di pala                                            |                                 |                             | Fallita (bloccata in orbita terrestre bassa)                                 |
| 14 novembre 1969  | Apollo 12    | NASA             | roccia lunare / regolite   | raccolta dall'equipaggio                                         | 34,4 kg                         | 24 novembre 1969            | Successo                                                                     |
| 6 febbraio 1970   | Luna 16A     | Unione Sovietica | regolite lunare            | lander munito di pala                                            |                                 |                             | Fallita (all'atterraggio sulla Luna)                                         |
| 11 aprile 1970    | Apollo 13    | NASA             | roccia lunare / regolite   | raccolta dall'equipaggio                                         |                                 | 17 aprile 1970              | Fallimento (nessun sbarco sulla Luna ma sopravvivenza dell'equipaggio)       |
| 12 settembre 1970 | Luna 16      | Unione Sovietica | regolite lunare            | lander munito di pala                                            | 101 g                           | 24 settembre 1970           | Successo                                                                     |
| 31 gennaio 1971   | Apollo 14    | NASA             | roccia lunare / regolite   | raccolta dall'equipaggio                                         | 43 kg                           | 9 febbraio 1971             | Successo                                                                     |
| 26 luglio 1971    | Apollo 15    | NASA             | roccia lunare / regolite   | raccolta dall'equipaggio                                         | 77 kg                           | 7 agosto 1971               | Successo                                                                     |
| 2 settembre 1971  | Luna 18      | Unione Sovietica | regolite lunare            | lander munito di pala                                            |                                 |                             | Fallita (all'atterraggio sulla Luna)                                         |
| 16 aprile 1972    | Apollo 16    | NASA             | roccia lunare / regolite   | raccolta dall'equipaggio                                         | 95,8 kg                         | 27 aprile 1972              | Successo                                                                     |
| 14 febbraio 1972  | Luna 20      | Unione Sovietica | regolite lunare            | lander munito di pala                                            | 55 g                            | 25 febbraio 1972            | Successo                                                                     |
| 7 dicembre 1972   | Apollo 17    | NASA             | roccia lunare / regolite   | raccolta dall'equipaggio                                         | 110 kg                          | 19 dicembre 1972            | Successo                                                                     |
| 28 ottobre 1974   | Luna 23      | Unione Sovietica | regolite lunare            | lander munito di pala                                            |                                 |                             | Fallita (trapano danneggiato)                                                |
| 16 ottobre 1975   | Luna 24A     | Unione Sovietica | regolite lunare            | lander munito di pala                                            |                                 |                             | Fallita (al lancio)                                                          |
| 9 agosto 1976     | Luna 24      | Unione Sovietica | regolite lunare            | lander munito di pala                                            | 170 g                           | 22 agosto 1976              | Successo                                                                     |
| 7 febbraio 1999   | Stardust     | NASA             | coda della cometa 81P/Wild | collettore con aerogel                                           |                                 | 15 gennaio 2006             | Successo                                                                     |
| 8 agosto 2001     | Genesis      | NASA             | particelle di vento solare | collettore di particelle                                         | più di un milione di particelle | 8 settembre 2004            | Successo parziale (capsula di ritorno sventrata all'atterraggio sulla Terra) |
| 9 maggio 2003     | Hayabusa     | JAXA             | 25143 Itokawa              | proiettile sparato da distanza ravvicinata e raccolta detriti    | 1500 granelli di suolo          | 13 giugno 2010              | Successo parziale (campione raccolto minore del previsto)                    |
| 8 novembre 2011   | Phobos-Grunt | Roscosmos        | suolo di Fobos             | lander con braccia robotiche                                     |                                 |                             | Fallita (al lancio)                                                          |
| 3 dicembre 2014   | Hayabusa 2   | JAXA             | 162173 Ryugu               | sparo di un proiettile a distanza ravvicinata e raccolta detriti | 5,4 g                           | 5 dicembre 2020             | Successo                                                                     |
| 23 novembre 2020  | Chang'e 5    | CNSA             | regolite lunare            | lander munito di pala e trapano                                  | 1731 g                          | 16 dicembre 2020            | Successo                                                                     |
| 6 settembre 2016  | OSIRIS-REx   | NASA             | 101955 Bennu               | spruzzo di azoto per sollevare regolite dalla superficie         | > 60 g di regolite              | 24 settembre 2023           | Successo                                                                     |
| 3 maggio 2024     | Chang'e 6    | CNSA             | regolate lunare            | lander munito di pala e trapano                                  | ~ 2 kg di regolite              | 25 giugno 2024              | Successo                                                                     |

### Missioni programmate
| Data di lancio | Missione                  | Agenzia spaziale | Tipo di campione                      | Modalità di prelevamento                   | Quantità del campione | Data di ritorno sulla Terra | Stato               |
| -------------- | ------------------------- | ---------------- | ------------------------------------- | ------------------------------------------ | --------------------- | --------------------------- | ------------------- |
| 2026           | Martian Moons Exploration | JAXA             | suolo di Fobos                        | lander                                     | > 10 g                | 2029                        | In fase di sviluppo |
| 2026           | Mars Sample Return        | NASA/ESA         | suolo marziano, nuclei di varie rocce | prelievi effettuati dal rover Perseverance |                       | 2031                        | In fase di sviluppo |

### Missioni in fase di studio
| Data di lancio | Missione  | Agenzia spaziale | Tipo di campione   | Modalità di prelevamento     | Quantità del campione | Data di ritorno sulla Terra | Stato          |
| -------------- | --------- | ---------------- | ------------------ | ---------------------------- | --------------------- | --------------------------- | -------------- |
| 2025           | Tianwen 2 | CNSA             | 469219 Kamoʻoalewa | lander con braccia robotiche | > 200 g               |                             | Fase di studio |
| ~2027          | Luna 28   | Roscosmos        | regolite lunare    | lander                       | 1 kg                  |                             | Fase di studio |
| 2028           | Tianwen 3 | CNSA             | Marte              | rover                        |                       | 2031                        | Fase di studio |